# Obojak
Obojak je naseljeno mjesto u općini Fojnica, Federacija Bosne i Hercegovine, BiH.
Nalazi se oko 5 kilometara zapadno od Fojnice.

## Stanovništvo

### 1991.
Nacionalni sastav stanovništva 1991. godine, bio je sljedeći:
ukupno: 208
- Muslimani - 203
- Hrvati - 5

### 2013.
Nacionalni sastav stanovništva 2013. godine, bio je sljedeći:
ukupno: 129
- Bošnjaci - 127
- ostali, neopredijeljeni i nepoznato - 2

## Vanjske poveznice
- Satelitska snimka[neaktivna poveznica]